# Simms (Oklahoma)
Pour les articles homonymes, voir Simms.
Simms est une census-designated place du comté de Muskogee, dans l'État d'Oklahoma, aux États-Unis,. En 2020, elle compte une population de 261 habitants.